# Аркадіуш Годель
Аркадіуш Годель (пол. Arkadiusz Godel, нар. 4 лютого 1952) — польський фехтувальник на рапірах, олімпійський чемпіон (1972 рік), чемпіон світу.

## Виступи на Олімпіадах
| Олімпіада     | Дисципліна      | Місце |
| ------------- | --------------- | ----- |
| Мюнхен 1972   | командна рапіра | 1     |
| Монреаль 1976 | командна рапіра | 5     |